# Coppa Italia Dilettanti (Fase Eccellenza) 1996-1997
La fase Eccellenza della Coppa Italia Dilettanti 1996-1997 è un trofeo di calcio cui partecipano le squadre militanti nell'Eccellenza 1996-1997. Questa è la 16ª edizione, la sesta con questo nome (fino al 1991 il massimo campionato regionale si chiamava "Promozione"). La vincitrice si qualifica per la finale della Coppa Italia Dilettanti 1996-1997 contro la vincitrice della fase C.N.D. ed ottiene la promozione nel Campionato Nazionale Dilettanti.

## Breve regolamento
Le compagini della Eccellenza 1996-1997 e della Promozione 1996-1997 (rispettivamente 1º e 2º livello regionale, ovvero 6º e 7º nazionale) competono nelle coppe regionali.
Le 19 vincitrici accedono alla fase nazionale ove vengono divise in tre triangolari e 5 sfide dirette. Le 8 squadre che passano il turno, accedono ai quarti di finale, semifinali e finale (tutti turni a gare di andata e ritorno).
La vincitrice della coppa ottiene la promozione. Nel caso che essa abbia già ottenuto la promozione attraverso il posto in campionato, il posto-promozione andrà alla migliore fra le altre semifinaliste che abbia diritto (le compagini che militano in Promozione o che vi siano retrocesse nella stagione in corso, non possono essere promosse nel C.N.D.). Nel caso che tutte le 4 semifinaliste siano o già state promosse, o militino in Promozione, il posto-promozione non viene assegnato.

## Squadre partecipanti
| Regione                  | Squadra              | Città (provincia)               | Risultato           | Finalista           |
| ------------------------ | -------------------- | ------------------------------- | ------------------- | ------------------- |
| Piemonte e Valle d'Aosta | Ivrea                | Ivrea (TO)                      | 2–0 e 1–0           | Chieri              |
| Liguria                  | Grassorutese         | Rapallo (GE)                    | 2–1 e 0–0           | Ventimiglia         |
| Lombardia                | Castiglione          | Castiglione delle Stiviere (MN) | ?                   | Corbetta Castellana |
| Trentino-Alto Adige      | Bolzano              | Bolzano                         | 0–0 (3-2 dtr)       | Mezzocorona         |
| Veneto                   | Chioggia Sottomarina | Chioggia (VE)                   | 2–1                 | Bassano             |
| Friuli-Venezia Giulia    | Manzanese            | Manzano (UD)                    | 4–2                 | San Sergio          |
| Emilia-Romagna           | San Marino           | Repubblica di San Marino        | 2–0                 | Casalese            |
| Toscana                  | Fucecchio            | Fucecchio (FI)                  | ?                   | ?                   |
| Umbria                   | Gubbio               | Gubbio (PG)                     | 2–1 (dts)           | Cesi                |
| Marche                   | Forsempronese        | Fossombrone (PU)                | ?                   | Montegiorgio        |
| Lazio                    | Fortitudo Nepi       | Nepi (VT)                       | 3–0                 | Anziolavinio        |
| Abruzzo                  | Luco dei Marsi       | Luco dei Marsi (AQ)             | ?                   | Penne               |
| Molise                   | Campobasso           | Campobasso                      | 2–0                 | Atletico Trivento   |
| Campania                 | Boys Caivanese       | Caivano (NA)                    | 4–1 (dts)           | Paganese            |
| Puglia                   | Noicattaro           | Noicattaro (BA)                 | 1–1 e 2–2 (gfc)     | Aradeo              |
| Basilicata               | Policoro             | Policoro (MT)                   | 1–1 e 1–1 (6-5 dtr) | Angelo Cristofaro   |
| Calabria                 | Vibonese             | Vibo Valentia                   | 2–0                 | Omega Bagaladi      |
| Sicilia                  | Vittoria             | Vittoria (RG)                   | 1–0                 | Mazara              |
| Sardegna                 | Sant'Antioco         | Sant'Antioco (CA)               | 3–1 (dts)           | Corrasi Oliena      |

## Primo turno
La Lega Nazionale Dilettanti ha diviso le 19 compagini in 8 gironi : tre da 3 squadre (B, D e E) e cinque da 2 (A, C, F, G e H). Mentre i primi sono effettivamente dei gironi (a parità di punti la graduatoria viene stilata secondo la differenza reti, il maggior numero di reti segnate ed alla fine il sorteggio), negli ultimi, in caso di parità nel computo delle reti, si ricorre ai tempi supplementari ed ai tiri di rigore, quindi sono effettivamente delle sfide dirette.

### Triangolari
| Data       | Girone B                | ris.  |
| ---------- | ----------------------- | ----- |
| 12.03.1997 | Castiglione – Chioggia  | 0 – 0 |
| 19.03.1997 | Fucecchio – Castiglione | 1 – 0 |
| 26.03.1997 | Chioggia – Fucecchio    | 1 – 0 |

| Classifica           | P.ti | G | V | N | P | GF | GS | DR |
| -------------------- | ---- | - | - | - | - | -- | -- | -- |
| Chioggia Sottomarina | 4    | 2 | 1 | 1 | 0 | 1  | 0  | +1 |
| Fucecchio            | 3    | 2 | 1 | 0 | 1 | 1  | 1  | 0  |
| Castiglione          | 1    | 2 | 0 | 1 | 1 | 0  | 1  | –1 |

| Data       | Girone D                   | ris.  |
| ---------- | -------------------------- | ----- |
| 12.03.1997 | Gubbio – San Marino        | 2 – 1 |
| 19.03.1997 | San Marino – Forsempronese | 0 – 2 |
| 26.03.1997 | Forsempronese – Gubbio     | 1 – 3 |

| Classifica    | P.ti | G | V | N | P | GF | GS | DR |
| ------------- | ---- | - | - | - | - | -- | -- | -- |
| Gubbio        | 6    | 2 | 2 | 0 | 0 | 5  | 2  | +3 |
| Forsempronese | 3    | 2 | 1 | 0 | 1 | 3  | 3  | 0  |
| San Marino    | 0    | 2 | 0 | 0 | 2 | 1  | 4  | –3 |

| Data       | Girone E               | ris.  |
| ---------- | ---------------------- | ----- |
| 12.03.1997 | Luco – Fortitudo       | 3 – 1 |
| 19.03.1997 | Fortitudo – Campobasso | 1 – 1 |
| 26.03.1997 | Campobasso – Luco      | 1 – 1 |

| Classifica     | P.ti | G | V | N | P | GF | GS | DR |
| -------------- | ---- | - | - | - | - | -- | -- | -- |
| Luco dei Marsi | 4    | 2 | 1 | 1 | 0 | 4  | 2  | +2 |
| Campobasso     | 2    | 2 | 0 | 2 | 0 | 2  | 2  | 0  |
| Fortitudo Nepi | 1    | 2 | 0 | 1 | 1 | 2  | 4  | –2 |

### Sfide dirette
| Squadra 1      | Totale          | Squadra 2    | Andata     | Ritorno    |
| -------------- | --------------- | ------------ | ---------- | ---------- |
|                |                 |              | 12.03.1997 | 26.03.1997 |
| Ivrea          | 3 – 2           | Grassorutese | 3 – 1      | 0 – 1      |
| Manzanese      | 2 – 2 (2-4 dtr) | Bolzano      | 2 – 0      | 0 – 2      |
| Boys Caivanese | 4 – 4 (gfc)     | Sant'Antioco | 1 – 0      | 3 – 4      |
| Noicattaro     | 2 – 1           | Policoro     | 1 – 0      | 1 – 1      |
| Vibonese       | 4 – 1           | Vittoria     | 3 – 1      | 1 – 0      |

## Quarti di finale
| Squadra 1            | Totale          | Squadra 2      | Andata     | Ritorno    |
| -------------------- | --------------- | -------------- | ---------- | ---------- |
|                      |                 |                | 09.04.1997 | 16.04.1997 |
| Bolzano              | 1 – 1 (gfc)     | Ivrea          | 1 – 1      | 0 – 0      |
| Chioggia Sottomarina | 3 – 4           | Gubbio         | 1 – 0      | 2 – 4      |
| Boys Caivanese       | 0 – 0 (4-5 dtr) | Luco dei Marsi | 0 – 0      | 0 – 0      |
| Noicattaro           | 1 – 1 (gfc)     | Vibonese       | 0 – 0      | 1 – 1      |

## Semifinali
| Squadra 1      | Totale      | Squadra 2  | Andata | Ritorno |
| -------------- | ----------- | ---------- | ------ | ------- |
| Gubbio         | 2 – 2 (gfc) | Ivrea      | 2 – 1  | 0 – 1   |
| Luco dei Marsi | 1 – 2       | Noicattaro | 1 – 1  | 0 – 1   |

## Finale
| Squadra 1  | Totale | Squadra 2 | Andata | Ritorno |
| ---------- | ------ | --------- | ------ | ------- |
| Noicattaro | 2 – 1  | Ivrea     | 1 – 0  | 1 – 1   |

| Arbitro: | Squillace (Catanzaro) |

| |            | |
| Antonicelli 75’ (rig.) | Marcatori  | |
| Lapedota Sabini Mancone Cota Satalino Zizzariello (89' Biasi) Maurelli Sangirardi (84' Liturri) Antonicelli Bitetto (88' Minurri) Caserta | Formazioni | De Blasio Danzè Alberto Cervato Storgato Ghidetti Palmieri Pisasale (83' Di Ghera) Moschetta (77' Grassitelli) De Paola Tirassa |
| Notariale | Allenatori | Brucato |

| Arbitro: | Saveri (Roma) |

| |            | |
| Storgato 41’ (rig.) | Marcatori  | 65’ Antonicelli |
| De Blasio Danzè Alberto Cervato Storgato Ghidetti (77' Grassitelli) Pisasale Santoro De Paola (71' Montrosseto) Moschetta Di Ghera | Formazioni | Lapedota Sabini Mancone Cota Satalino Zizzariello Maurelli (90' Miolla) Sangirardi (89' Minurri) Antonicelli Bitetto Caserta (89' Biasi) |
| Brucato | Allenatori | Notariale |

## Promozione nel C.N.D.
Nessuna squadra promossa nel Campionato Nazionale Dilettanti in quanto tutte le quattro semifinaliste hanno vinto i rispettivi campionati.